# Mikrí Doxipára
Mikrí Doxipára ( : Μικρή Δοξιπάρα) est une localité située dans le dème d'Orestiáda, dans le district régional d'Évros, dans la périphérie de Macédoine-Orientale-et-Thrace, en Grèce.
La localité appartient au district municipal de Kyprínos et à la communauté municipale de Zóni. Selon le recensement de 2021, elle compte 144 habitants.